# Virtudes prusianas
El término virtudes prusianas hace referencia a un conjunto de ideales luteranos no determinados de manera formal que datan de la época de la Ilustración. Las virtudes prusianas y la escala de valores prusiana han influido en aspectos más amplios de la cultura alemana.

## Desarrollo

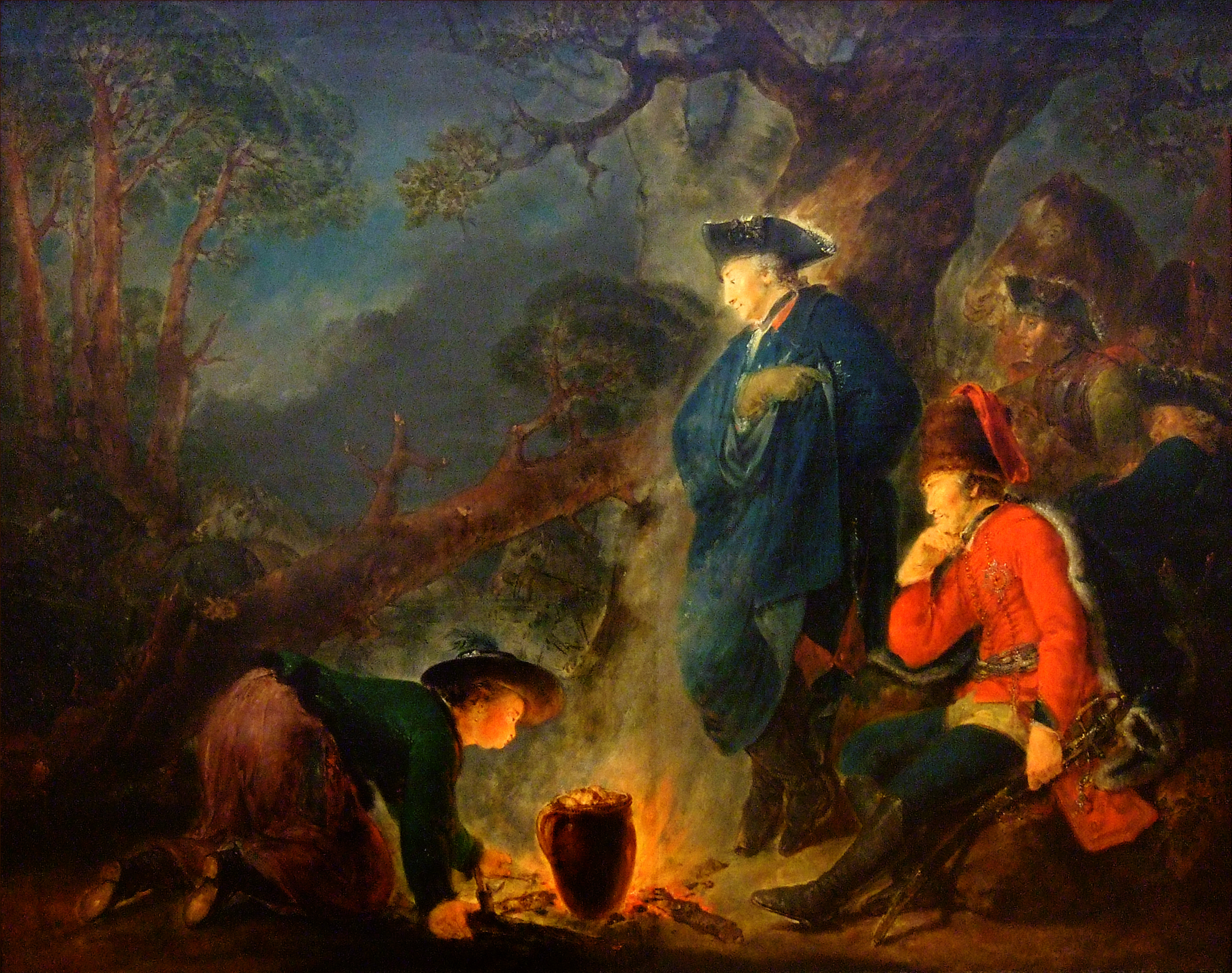
Federico II el Grande la noche antes de la Batalla de Torgau.

Estas virtudes derivan del rey Federico Guillermo I de Prusia, el rey militar y comedido burgués que se convirtió en el reformador de la administración prusiana, así como de su hijo, el rey Federico II el Grande. El padre se veía a sí mismo como un modelo moral mientras que el hijo se veía como un ejemplo de la razón para el diverso, a nivel religioso, étnico y lingüístico, estado prusiano.
La "era de la reforma" prusiana, desde las derrotas militares contra Napoleón Bonaparte en las batallas de Jena y Auerstädt hasta el Congreso de Viena de 1815, también fue una importante influencia e incluía una reforma de las fronteras comunitarias, el ejército, las escuelas, las universidades y los impuestos así como el derecho al voto para los judíos.

## Ejemplos de virtudes prusianas
- Austeridad o ahorro (alemán: Sparsamkeit)
- Valentía sin autocompasión (alemán: Tapferkeit ohne Wehleidigkeit) Lerne leiden ohne zu klagen. Traducción: "Aprende a sufrir sin quejarte de ello".
- Amplitud de miras (alemán: Weltoffenheit)
- Coraje (alemán: Mut)
- Determinación (alemán: Zielstrebigkeit)
- Disciplina (alemán: Disziplin)
- Honestidad u honradez (alemán: Redlichkeit)
- Devoción unida a la tolerancia religiosa (alemán: Gottesfurcht bei religiöser Toleranz) Jeder soll nach seiner Façon selig werden. Traducción: "Que cada uno sea bendecido de acuerdo a sus propias creencias".
- Humildad o modestia (alemán: Bescheidenheit)
- Incorruptibilidad (alemán: Unbestechlichkeit)
- Laboriosidad o diligencia (alemán: Fleiß)
- Lealtad (alemán: Treue)
- Obediencia (alemán: Gehorsam) Seid gehorsam, doch nicht ohne Freimut. Traducción: "Sé obediente pero no sin franqueza".
- Puntualidad (alemán: Pünktlichkeit)
- Fiabilidad (alemán: Zuverlässigkeit)
- Templanza (alemán: Mäßigung)
- Abnegación o capacidad de sacrificio (alemán: Selbstverleugnung) El escritor y soldado alemán Walter Flex (1887-1917) escribió: Wer je auf Preußens Fahne schwört, hat nichts mehr, was ihm selbst gehört. Traducción: "A aquel que jura ante la bandera de Prusia no le queda nada que sea de su propiedad".[3]
- Comedimiento (alemán: Zurückhaltung) Mehr sein als scheinen!. Traducción: "¡Sé mejor de lo que aparentas!"
- Sentido del deber o meticulosidad (alemán: Pflichtbewusstsein)
- Sentido de la justicia (alemán: Gerechtigkeitssinn) Jedem das Seine, Suum cuique o "a cada quien lo que merece".
- Sentido del orden (alemán: Ordnungssinn)
- Sinceridad (alemán: Aufrichtigkeit )
- Rectitud o franqueza (alemán: Geradlinigkeit)
- Subordinación (alemán: Unterordnung)
- Dureza (alemán: Härte) Gegen sich mehr noch als gegen andere. Traducción: "Sé más duro contigo mismo de lo que lo eres con los demás".

## En las artes
Las virtudes prusianas pueden resumirse con los versos iniciales del poema Der alte Landmann an seinen Sohn (El viejo granjero a su hijo) de Ludwig Christoph Heinrich Hölty. (1748-1776) El texto dice así: 

Üb' immer Treu und Redlichkeit / Bis an dein kühles Grab; / Und weiche keinen Fingerbreit / Von Gottes Wegen ab.
Haz uso siempre de la fidelidad y la honestidad / Hasta tu fría tumba; / Y no te desvíes ni una pulgada / Del camino del Señor.

Mozart recibió y combinó el poema con una melodía adaptada del aria Ein Mädchen oder Weibchen de su ópera de 1791 La flauta mágica. El carrillón de la Iglesia de la Guarnición de Potsdam, donde Federico el Grande fue enterrado originalmente, tocaba esta melodía todos los días.

## Críticas de la izquierda
La clase media burguesa criticó las virtudes prusianas entre otras cosas por su alejamiento de las ciencias naturales, el arte y la economía del Estado, por su militarismo y por su oposición a la democracia. El movimiento obrero se oponía a las virtudes prusianas, especialmente a aquellas que tenían que ver con el "respeto a" o el "sentido de" la ley, el orden y la obediencia ciega. Durante las protestas estudiantiles alemanas de 1968 las virtudes prusianas estaban bajo sospecha dada la previa lealtad y obediencia al gobierno nazi.
El periodista e historiador Richard Rhodes consideraba que las virtudes prusianas, específicamente las de resistencia y fuerza en el contexto de Heinrich Himmler y la Alemania Nazi, eran la manera de racionalizar el exterminio de minorías por parte de cientos de miles de alemanes.
En la Alemania moderna las virtudes prusianas se mencionan a veces y en cada ocasión reciben opiniones mixtas. En 1982, durante la controversia que rodeaba la decisión de las dos vías de la OTAN y en respuesta a la petición del canciller alemán del SPD Helmut Schmidt de recuperar dichas virtudes, el alcalde de Saarbrücken del SPD Oskar Lafontaine comentó que estas eran "perfectamente adecuadas para controlar un campo de concentración". En 2006 el primer ministro de Brandenburgo, Matthias Platzeck, pidió el regreso a las, según dijo, "buenas virtudes básicas como la honestidad, la fiabilidad o la diligencia".